# منسي (فلم 2013)
منسي  (بالإسبانية: Forgotten) هو فيلم دراما-تاريخي بوليفي من بطولة داميان ألكازار، وإخراج كارلوس بولادو، وتأليف ماوريسيو ديفيس وكارلا أورتيز وايليا بيتريديس. الفيلم مبني على القمع والقتل المرتبط بعملية كوندور المدعومة من الولايات المتحدة. تم اختيار الفيلم كمدخل لبوليفيا لجائزة أفضل فيلم بلغة أجنبية في حفل توزيع جوائز الأوسكار السابع والثمانون، لكن لم يتم ترشيحه.

## قصة الفيلم
يتكلم الفيلم عن جنرال بوليفي متقاعد ويعاني من نوبة قلبية، يأمل في الخلاص من خلال كتابة وسرد أسراره المظلمة لمشاركتها مع إبنه. يتذكر دوره في "عملية كوندور"، حملة القمع السياسي المدعومة من وكالة الاستخبارات المركزية الأمريكية في أمريكا اللاتينية والتي كانت مسؤولة عن عمليات الإعدام والتعذيب والسجن والتي بدأت في عام 1975 من قبل الديكتاتوريات اليمينية في الأرجنتين وتشيلي والأوروغواي والباراجواي وبوليفيا.

## طاقم التمثيل
- داميان ألكازار بدور  خوسيه مندييتا
- رافائيل فيرو بدور  سانيرا
- كارلا أورتيز بدور لوسيا
- توماس فونزي بدور  أنطونيو
- آنا سيلينتانو بدور أندريا
- إدواردو باكسيكو بدور  خورخي

## روابط خارجية
- مقالات تستعمل روابط فنية بلا صلة مع ويكي بيانات